# Ōza 1970
L'Ōza 1970 è stata la diciottesima edizione del torneo goistico giapponese Ōza.

## Svolgimento
La fase preliminare serve a determinare chi accede al torneo per la selezione dello sfidante. Consiste in una serie di tornei preliminari iniziali, i cui vincitori si qualificano al torneo per la determinazione dello sfidante.
- W indica vittoria col bianco
- B indica vittoria col nero
- X indica la sconfitta
- +R indica che la partita si è conclusa per abbandono
- +N indica lo scarto dei punti a fine partita
- +F indica la vittoria per forfeit
- +T indica la vittoria per timeout
- +? indica una vittoria con scarto sconosciuto
- V indica una vittoria in cui non si conosce scarto e colore del giocatore

|  | Primo turno      | Primo turno      | Primo turno |  |  | Secondo turno    | Secondo turno    | Secondo turno  |     |             | Semifinali  | Semifinali  | Semifinali |  |  | Finale | Finale | Finale |
|  |                  |                  |             |  |  |                  |                  |                |     |             |             |             |            |  |  |        |        |        |
|  | Toshio Sekiyama  |                  |             |  |  |                  |                  |                |     |             |             |             |            |  |  |        |        |        |
|  | Masaki Takemiya  | Masaki Takemiya  | V           |  |  | Masaki Takemiya  | Masaki Takemiya  |                |     |             |             |             |            |  |  |        |        |        |
|  | Norio Kudo       | Norio Kudo       |             |  |  | Hideo Otake      | Hideo Otake      | W+R            |     |             |             |             |            |  |  |        |        |        |
|  | Hideo Otake      | Hideo Otake      | B+R         |  |  |                  |                  |                |     | Hideo Otake | Hideo Otake | B+R         |            |  |  |        |        |        |
|  | Go Seigen        | Go Seigen        |             |  |  |                  | Shuzo Ohira      | Shuzo Ohira    |     |             |             |             |            |  |  |        |        |        |
|  | Kaku Takagawa    | Kaku Takagawa    | B+R         |  |  | Kaku Takagawa    | Kaku Takagawa    |                |     |             |             |             |            |  |  |        |        |        |
|  | Shinzo Ishii     | Shinzo Ishii     |             |  |  | Shuzo Ohira      | Shuzo Ohira      | W+R            |     |             |             |             |            |  |  |        |        |        |
|  | Shuzo Ohira      | Shuzo Ohira      | B+R         |  |  |                  |                  |                |     |             | Hideo Otake | Hideo Otake |            |  |  |        |        |        |
|  | Shoji Hashimoto  | Shoji Hashimoto  |             |  |  |                  | Eio Sakata       | Eio Sakata     | W+R |             |             |             |            |  |  |        |        |        |
|  | Shoji Sakakibara | Shoji Sakakibara | V           |  |  | Shoji Sakakibara | Shoji Sakakibara |                |     |             |             |             |            |  |  |        |        |        |
|  | Keishi Hisai     | Keishi Hisai     |             |  |  | Eio Sakata       | Eio Sakata       | W+1,5          |     |             |             |             |            |  |  |        |        |        |
|  | Eio Sakata       | Eio Sakata       | B+R         |  |  |                  |                  |                |     | Eio Sakata  | Eio Sakata  | B+R         |            |  |  |        |        |        |
|  | Rin Kaiho        | Rin Kaiho        | W+R         |  |  |                  | Hosai Fujisawa   | Hosai Fujisawa |     |             |             |             |            |  |  |        |        |        |
|  | Masao Kato       | Masao Kato       |             |  |  | Rin Kaiho        | Rin Kaiho        |                |     |             |             |             |            |  |  |        |        |        |
|  | Akinobu Tozawa   | Akinobu Tozawa   |             |  |  | Hosai Fujisawa   | Hosai Fujisawa   | W+2,5          |     |             |             |             |            |  |  |        |        |        |
|  | Hosai Fujisawa   | Hosai Fujisawa   | W+R         |  |  |                  |                  |                |     |             |             |             |            |  |  |        |        |        |

## Finale
La finale è una sfida al meglio delle tre partite.